# Tom Elling
Tom Elling (født 1. september 1946, død 28. september 2023) var en dansk maler og filmfotograf.
Elling blev uddannet som filmfotograf på Den Danske Filmskole i årene 1979 til 1982. Han har været fotograf på Lars von Triers "Forbrydelsens element". Hans egen spillefilm fra 1990 "Perfect world" blev en dårlig sælgende film. Elling tilhørte gruppen af danske avantgardekunstnere, der i midten af 1970erne gik ind for den konceptuelle kunst. Ellings projekter, der ofte opstod i et samarbejde med andre kunstnere som blandt andet Tommy Matthiesen, Niels Lomholt og Peter Laugesen. Et eksempel på hans avantgardekunst er projektet "Mr. Klein" (1976-81) om en mand, der kaster sig ud af et vindue.

## Filmografi
- Nattegn (1998)
- Nattegn - en film om Peter Laugesen (1997)
- Tranceformer (1997)
- Autonom (1996)
- H.C. Andersen på kirkegården (1996)
- Guldalder (1993)
- Viktor og Viktoria (1993)
- Perfect world (1990)
- Kys mor, skat! (1990)
- En afgrund af frihed (1989)
- Fejemanden og friheden (1988)
- Lysets fravær (1987)
- Moment By Moment (1986)
- Før gæsterne kommer (1986)
- En meget gammel herre med kæmpestore vinger (1986)
- Niels Bohr (1985)
- Ofelia kommer til byen (1985)
- Forbrydelsens element (1984)
- Rainfox (1984)
- Befrielsesbilleder (1982)
- Den sidste detalje (1981)
- Nocturne (1981)